# Vodica (Baja, Mađarska)
Vodica (mađ. Máriakönnye) je četvrt grada Baje, grada u jugoistočnoj Mađarskoj.

## Zemljopisni položaj
Vodica je jedna od četvrti grada Baje koje su imale ime hrvatskog podrijetla. Nalazi se duž ceste koja vodi od Baje prema Monoštoru, na pola puta od tih dvaju naselja, južno od Baje, sjeverno od Monoštora. Srimljan je zapadno, Vaškut je jugoistočno. Zapadno od Vodice teče kanal Ferenc-tápcsatorna.

## Upravna organizacija
Upravno pripada naselju Baji.
Poštanski broj je 6500.

## Svetište
Marijansko svetište Vodica (Suza Marijina) pod upravom je bajske plebanije sv. Antuna. Mise se održavaju na mađarskom, na hrvatskom i na njemačkom jeziku.
Hodočasničko je mjesto Hrvata u Mađarskoj. Prema istraživanjima Ruže Begovac, jedno je od hodočasničkih mjesta u Mađarskoj koja su najznačajnije utjecala na oblikovanje pučke vjerske kulture i izraza Hrvata u Mađarskoj, uz Andoč, Đud, Kis-Cell, Turbek, Koljnof, Marijakemend, Erčin i Snježna Gospa nad Pečuhom.
Za bunjevačke Hrvate predstavlja ono što Hrvatima iz Baranje znači marijansko svetište Jud.

## Vanjske poveznice
- Kapela u Vodici  Arhivirana inačica izvorne stranice od 17. rujna 2009. (Wayback Machine)
- MÁRIA SZOBRA  Arhivirana inačica izvorne stranice od 25. listopada 2016. (Wayback Machine)
- Maria   Arhivirana inačica izvorne stranice od 26. listopada 2016. (Wayback Machine)
- Szűz Mária és a kis Jézus  Arhivirana inačica izvorne stranice od 12. listopada 2016. (Wayback Machine)
- Szűz Mária és a kis Jézus 2  Arhivirana inačica izvorne stranice od 24. listopada 2016. (Wayback Machine)
- Slika sa svetišta  Arhivirana inačica izvorne stranice od 3. studenoga 2016. (Wayback Machine)